# Clocks
«Clocks» és una cançó de la banda anglesa de rock alternatiu Coldplay, que pertany al seu segon disc, A Rush of Blood to the Head. Es tracta d'una de les cançons del grup amb més èxit, tan comercial com de la crítica, obtenint a més el premi com a millor cançó de l'any en els Grammy de 2004.

## Informació
Segons Martin, va començar a compondre la cançó inspirat pel grup de música anglès Muse. Va crear un riff amb el piano i el va presentar a Buckland perquè hi afegís els acords de guitarra, que van sorgir ràpidament. El problema és que la composició de "Clocks" es va produir durant el llarg procés de producció de l'àlbum, i com que ja tenien deu cançons acabades per publicar-lo, van pensar que ja era massa tard per incloure-la. Tanmateix, van decidir gravar una versió demo i guardar-la amb altres cançons inacabades pel seu proper disc que ja havien començat a projectar. A l'estiu de 2002, el grup va presentar l'àlbum a Parlophone però el grup no estava del tot satisfet amb el resultat final, i conjuntament van decidir posposar el llançament. Llavors van començar a revisar les cançons que tenien guardades pel nou disc i el seu mànager, Phil Harvey, els va demanar que treballessin en "Clocks" al més aviat possible després d'escoltar-la. Martin va enllestir la lletra en pocs dies i van enregistrar la cançó ràpidament. Així que finalment va sortir al mercat només dos mesos després de la seva posposició al juny. "Clocks" està construïda al voltant d'un riff de piano i amb la companyia minimalista de baix i bateria.
El seu llançament es va realitzar el 24 de març de 2003 com a tercer senzill de l'àlbum A Rush of Blood to the Head juntament amb dues cançons cara B, "Animals" i "Crests of Waves". La primera fou una de les cançons favorites del grup per tocar en els concerts però no fou inclosa en el disc. Com en els altres senzills de l'àlbum, la portada fou creada per Sølve Sundsbø, però en aquest cas amb el rostre de Chris Martin. Als Estats Units, la discogràfica va preferir llançar-la com a segon senzill abans que "The Scientist".
El videoclip fou dirigit per Dominic Leung i rodat al recinte firal ExCeL London de Docklands, Londres. El grup apareix interpretant la cançó mentre es realitza un espectacle làser davant el públic en un concert.
Al llarg del 2003, "Clocks" fou utilitzada en diversos anuncis comercials com per exemple, en la promoció del retorn del lluitador Kurt Angle a la WWE. També fou inclosa en les bandes sonores de pel·lícules Confidence, Peter Pan o The Wild, i en sèries de televisió com ER, The Sopranos o Third Watch.
La cançó fou un èxit total per part de la crítica especialitzada, destacant el guitarrista Buckland, l'hipnòtic riff de piano i la contagiosa melodia. L'èxit fou acreditat amb diversos guardons i nominacions internacionals, entre els quals destaca el Grammy a la gravació de l'any del 2004. Molts crítics consideren que la cançó és un gran assoliment del grup, en especial el riff inicial de piano que ha romàs com una signatura identificativa del grup. Aquesta creació va influenciar la composició del següent àlbum (X&Y), ja que s'entreveuen similituds en diverses cançons d'aquest disc. PEr altra banda, aquesta entrada ha estat àmpliament samplejada per molts artistes en els seus temes. La revista Rolling Stone va situar el senzill en la posició 490 dins la seva llista de les 500 millors cançons de tots els temps en el 2010.

## Llista de cançons
| 7", CD i 12" 1. "Clocks" – 5:09 2. "Crests of Waves" – 3:39 3. "Animals" – 5:33 DVD 1. "Clocks" (Edició vídeo) 2. "Politik" (Directe i galeria de fotos) 3. "In My Place" (Directe) 4. Entrevistes i fotografies | Enhanced EP (Japó) 1. "Clocks" (Edit) – 4:13 2. "Crests of Waves" – 3:39 3. "Animals" – 5:32 4. "Murder" – 5:37 5. "In My Place" (Directe) – 4:03 6. "Yellow" (Directe) – 5:13 7. "Clocks" (Videoclip) 8. "In My Place" (Videoclip) |